# Kollupitiya
Kollupitiya (historiquement connu sous le nom de Colpetty et administrativement en tant que Colombo 3) (singhalais : කොල්ලුපිටිය, tamoul : கொள்ளுபிட்டி) est une banlieue majeure de la ville de Colombo dans province de l'Ouest au Sri Lanka.
Celle-ci est une grande zone commerciale importante et prospère avec des boutiques de mode haute gamme.
Le secteur est également le site de plusieurs délégations étrangères, ainsi que le site où se situe Temple Trees, la résidence officielle du premier ministre du Sri Lanka.

## Étymologie
Initialement connu sous le nom de Baradeniya, le site était un village rustique de plantations de cocotiers et de canneliers. En 1664, trois chefs rebelles tentent de renverser le roi Râjasimha II du royaume de Kandy, dont les actes cruels étaient dénoncés par la population, pour le remplacer par son fils de 12 ans. Après l'échec du complot, deux des chefs sont décapités et Abanwela Appuhamy, considéré comme le plus menaçant, est remis aux autorités néerlandaises pour recevoir un châtiment considéré comme plus cruel. Cependant, les autorités coloniales libèrent Appuhamy qui prend ensuite le nom de Van Ry-cloff. Nouant de bonnes relations avec les Hollandais, ces derniers lui donnent une vaste terre en bord de mer où il entame une plantation de cocotiers. Empiétant sur les fermes ancestrales voisines, les populations locales n'osaient pas se plaindre par crainte de ripostes. Ceux-ci nomme alors la plantation Kolla-ke-pitiya signifiant terre pliée.

## Historique
Pendant l'administration des périodes coloniales néerlandaises et britanniques, une brasserie située dans Temple Trees et convertissant la mélasse de noix de coco en liqueur est ouverte et toujours en activité,.

## Démographie

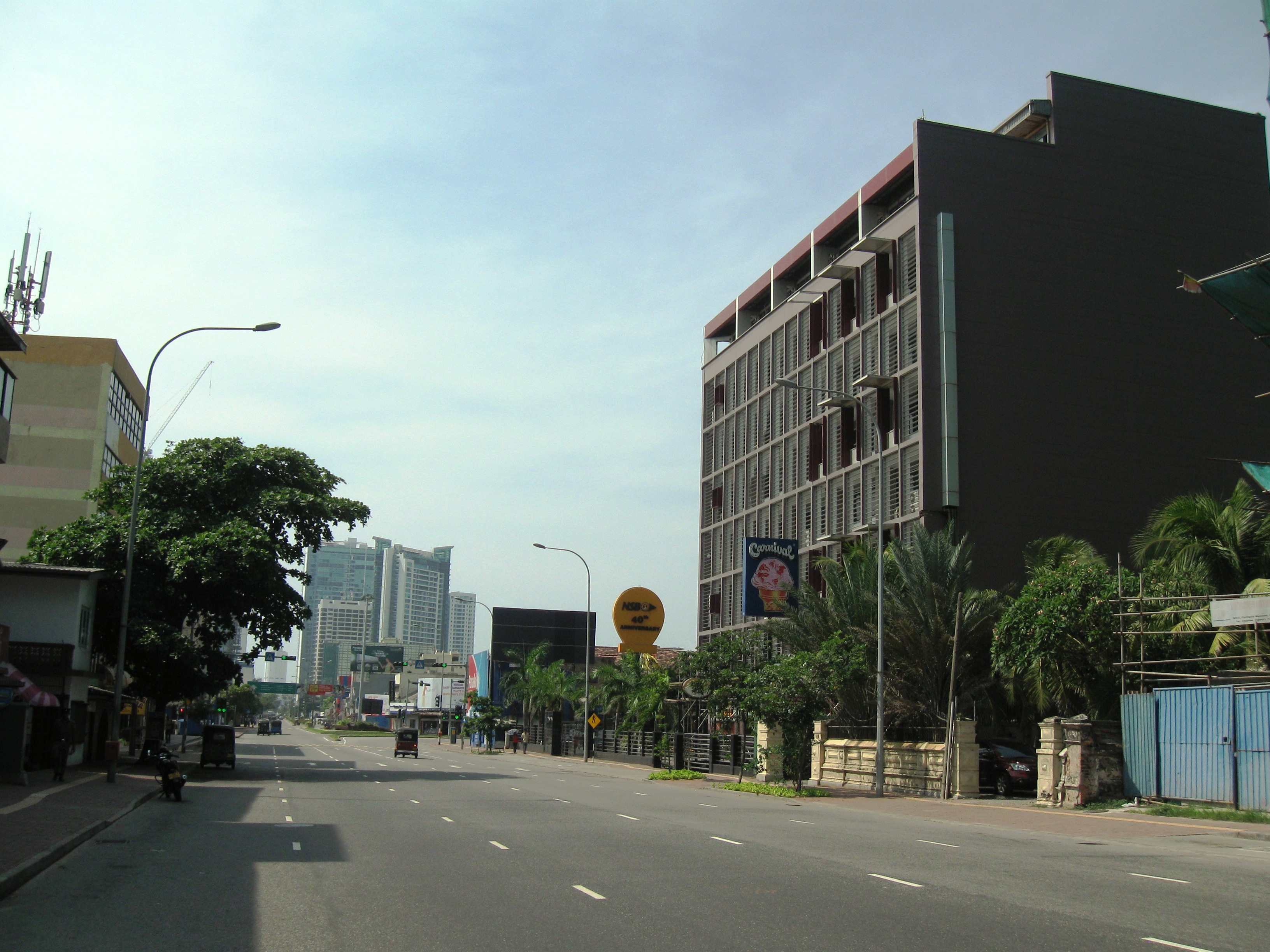
Galle Road, Kollupitiya

Kollupitiya est une zone multi-ethniques où converge des gens de confessions religieuses variées. Les principales ethnies du quartier sont les Maures srilankais, les cingalais et les Tamouls srilankais. Plusieurs autres minorités sont présentes à Kollupitiya dont les Burghers. Parmi les religions présentes figurent le bouddhisme, l'hindouisme, l'islamisme et le christianisme.
Les marchands musulmans contribuent largement à l'économie de Kollupitiya par les nombreux commerces opérés par des Maures srilankais. Récemment, l'afflux d'immigrants en provenance de Chine augmente l'apport de cette communauté dans l'économie locale. Cette influence est particulièrement marquée dans l'offre de produits auprès des citoyens srilankais, ainsi que dans les habitudes d'achats amenant des locaux à apprendre des rudiments de mandarin.

## Attractions
Quartier d'affaires important de la métropole srilankaise, Kollupitiya abrite de nombreuses organisations de grands conglomérats dont des banques, des sociétés œuvrant dans le domaine informatique, des institutions gouvernementales, des bureaux diplomatiques et des hôtels. Cette zone offre aussi une vie nocturne alimentée par la présence de clubs de nuit, de bars et pubs, de sites de karaoké et de casinos.
Kollupitiya est aussi le lieu où se situe Crescat Boulevard (en), vaste centre commercial sur trois étages,.

## Établissements d'enseignement
Kollupitiya est le lieux de plusieurs sites d'enseignement publics et privés dont:
- Bishop's College (en), école privée pour filles[8]
- Mahanama College (en), école bouddhiste theravāda pour garçons[9]
- Methodist College (en), école privée pour filles[10]
- S. Thomas' Preparatory School (en), école privée anglicane pour garçons[11]

## Missions diplomatiques
- Consulat général de Finlande
- Ambassade d'Allemagne
- Consulat de Belgique
- Haut-commissariat de l'Inde
- Haut-commissariat de Malaisie
- Consulat de Malte
- Ambassade des États-Unis d'Amérique
- Consulat de Bosnie-Herzégovine
- Consulat du Botswana
- Consulat du Chili
- Ambassade d'Oman

## Bureaux gouvernementaux
- Temple Trees, résidence officielle du premier ministre du Sri Lanka
- National Savings Bank Head Office
- Quartier-général de Sri Lanka Tourism
- Civil Aviation Authority du Sri Lanka
- Département du Développement économique